# Fred Weintraub
Fred Weintraub (Bronx, New York, 1928. április 27. – Pacific Palisades, Kalifornia, 2017. március 5.) amerikai filmproducer.

## Filmjei

### Mozifilmek
- Düh (Rage) (1972)
- A sárkány közbelép (Enter the Dragon) (1973)
- Aranytül (Golden Needles) (1974)
- Az utolsó harcos (The Ultimate Warrior) (1975)
- Tappancsok, mancsok, állkapcsok (It's Showtime) (1976, dokumentumfilm)
- Az ígéret szép szó (The Promise) (1979)
- Bunyó a javából (Battle Creek Brawl) (1980)
- Kínai kaland (High Road to China) (1983)
- China O’Brian, a kung-fu lady (China O'Brien) (1990)
- A terror csapdájában (A Show of Force) (1990, társproducer)
- Golyóálló szerelem (Gypsy Eyes) (1992)
- Szerencse cinkelt lapokkal (Trouble Bound) (1993)
- A sikátor igazsága (Backstreet Justice) (1994)
- Amazonok és gladiátorok (Amazons and Gladiators) (2001)
- Dühös Angyal (Warrior Angels) (2002)
- Veszélyeztetett faj (Endangered Species) (2002)
- Álomharcos (Dream Warrior) (2003)

### Tv-filmek
- Apa és fia (My Father, My Son) (1988)
- Chips, a katonakutya (Chips, the War Dog) (1990)
- Hullámtörés (Undertow) (1996)
- Az ördög számtana (The Devil's Arithmetic) (1999)
- Pokoli játszma (Perilous) (2002)
- Muskétás kisasszony (La Femme Musketeer) (2004)

### Tv-sorozatok
- Playboy's Really Naked Truth (1995–1997, 21 epizód, executive producer)
- Robin Hood legújabb kalandjai (The New Adventures of Robin Hood) (1997, egy epizód, executive producer)